# UCI ProSeries 2020
UCI ProSeries 2020 byla úvodní sezónou UCI ProSeries, druhé divize silničních závodů. Plánovaný kalendář zahrnoval 59 závodů, z nichž 31 je jednodenních (1.Pro) a 28 etapových (2.Pro). 49 závodů se mělo konat v Evropě, pět v Asii, dva ve Spojených státech amerických a jeden v Argentině. V květnu 2020 byl představen nový kalendář zahrnující pouze 29 závodů kvůli pandemii covidu-19.

## Závody
Oficiální kalendář byl odhalen na podzim 2019.
| Závod                                  | Datum                    | Vítěz                    | Tým                   | Ref.   |
| -------------------------------------- | ------------------------ | ------------------------ | --------------------- | ------ |
| Vuelta a San Juan                      | 26. ledna – 2. února     | Remco Evenepoel (BEL)    | Deceuninck–Quick-Step | [ 3 ]  |
| Volta a la Comunitat Valenciana        | 5. – 9. února            | Tadej Pogačar (SLO)      | UAE Team Emirates     | [ 4 ]  |
| Tour de Langkawi                       | 6. – 14. února           | Danilo Celano (ITA)      | Team Sapura Cycling   | [ 5 ]  |
| Kolem Ománu                            | 11. – 16. února          | Zrušeno                  | Zrušeno               | [ 6 ]  |
| Tour de La Provence                    | 13. – 16. února          | Nairo Quintana (COL)     | Arkéa–Samsic          | [ 7 ]  |
| Trofeo Laigueglia                      | 16. února                | Giulio Ciccone (ITA)     | Itálie (národní tým)  | [ 8 ]  |
| Clásica de Almería                     | 16. února                | Pascal Ackermann (GER)   | Bora–Hansgrohe        | [ 9 ]  |
| Volta ao Algarve                       | 19. – 23. února          | Remco Evenepoel (BEL)    | Deceuninck–Quick-Step | [ 10 ] |
| Vuelta a Andalucía                     | 19. – 23. února          | Jakob Fuglsang (DEN)     | Astana                | [ 11 ] |
| Kolem Chaj-nanu                        | 23. února – 1. března    | Zrušeno                  | Zrušeno               | [ 12 ] |
| Faun-Ardèche Classic                   | 29. února                | Rémi Cavagna (FRA)       | Deceuninck–Quick-Step | [ 13 ] |
| Kuurne–Brusel–Kuurne                   | 1. března                | Kasper Asgreen (DEN)     | Deceuninck–Quick-Step | [ 14 ] |
| La Drôme Classic                       | 1. března                | Simon Clarke (AUS)       | EF Pro Cycling        | [ 15 ] |
| GP Industria & Artigianato di Larciano | 8. března                | Zrušeno                  | Zrušeno               |        |
| Nokere Koerse                          | 18. března               | Zrušeno                  | Zrušeno               |        |
| Grand Prix de Denain                   | 19. března               | Zrušeno                  | Zrušeno               |        |
| Bredene Koksijde Classic               | 20. března               | Zrušeno                  | Zrušeno               |        |
| GP Miguel Indurain                     | 4. dubna                 | Zrušeno                  | Zrušeno               |        |
| Kolem Turecka                          | 12. – 19. dubna          | Zrušeno                  | Zrušeno               |        |
| Tro-Bro Léon                           | 19. dubna                | Zrušeno                  | Zrušeno               |        |
| / Tour of the Alps                     | 20. – 24. dubna          | Zrušeno                  | Zrušeno               | [ 16 ] |
| Tour de Yorkshire                      | 30. dubna – 3. května    | Zrušeno                  | Zrušeno               |        |
| Čtyři dny v Dunkerku                   | 5. – 10. května          | Zrušeno                  | Zrušeno               |        |
| Grand Prix du Morbihan                 | 16. května               | Zrušeno                  | Zrušeno               |        |
| Kolem Norska                           | 26. – 31. května         | Zrušeno                  | Zrušeno               |        |
| Boucles de la Mayenne                  | 28. – 31. května         | Zrušeno                  | Zrušeno               |        |
| ZLM Tour                               | 3. – 7. června           | Zrušeno                  | Zrušeno               |        |
| Kolem Belgie                           | 10. – 14. června         | Zrušeno                  | Zrušeno               |        |
| Kolem Slovinska                        | 24. – 28. června         | Zrušeno                  | Zrušeno               |        |
| Kolem Rakouska                         | 27. června – 3. července | Zrušeno                  | Zrušeno               |        |
| Kolem jezera Čching-chaj               | 26. července – 2. srpna  | Zrušeno                  | Zrušeno               | [ 17 ] |
| Vuelta a Burgos                        | 28. července – 1. srpna  | Remco Evenepoel (BEL)    | Deceuninck–Quick-Step | [ 18 ] |
| Tour of Utah                           | 3. – 9. srpna            | Zrušeno                  | Zrušeno               | [ 19 ] |
| Gran Trittico Lombardo                 | 3. srpna                 | Gorka Izagirre (ESP)     | Astana                | [ 20 ] |
| Milán–Turín                            | 5. srpna                 | Arnaud Démare (FRA)      | Groupama–FDJ          | [ 21 ] |
| Arctic Race of Norway                  | 6. – 9. srpna            | Zrušeno                  | Zrušeno               |        |
| Gran Piemonte                          | 12. srpna                | George Bennett (NZL)     | Team Jumbo–Visma      | [ 22 ] |
| Dwars door het Hageland                | 15. srpna                | Jonas Rickaert (BEL)     | Alpecin–Fenix         | [ 23 ] |
| Tour de Wallonie                       | 16. – 19. srpna          | Arnaud Démare (FRA)      | Groupama–FDJ          | [ 24 ] |
| Giro dell'Emilia                       | 18. srpna                | Alexandr Vlasov (RUS)    | Astana                | [ 25 ] |
| Deutschland Tour                       | 20. – 23. srpna          | Zrušeno                  | Zrušeno               |        |
| Brussels Cycling Classic               | 30. srpna                | Tim Merlier (BEL)        | Alpecin–Fenix         | [ 26 ] |
| Danmark Rundt                          | 1. – 5. září             | Zrušeno                  | Zrušeno               | [ 27 ] |
| Maryland Cycling Classic               | 6. září                  | Zrušeno                  | Zrušeno               |        |
| Tour of Britain                        | 6. – 13. září            | Zrušeno                  | Zrušeno               | [ 28 ] |
| Tour de l'Eurométropole                | 12. září                 | Zrušeno                  | Zrušeno               |        |
| Grand Prix de Fourmies                 | 13. září                 | Zrušeno                  | Zrušeno               |        |
| Tour de Luxembourg                     | 15. – 19. září           | Diego Ulissi (ITA)       | UAE Team Emirates     | [ 29 ] |
| Grand Prix de Wallonie                 | 16. září                 | Zrušeno                  | Zrušeno               |        |
| Coppa Sabatini                         | 17. září                 | Dion Smith (NZL)         | Mitchelton–Scott      | [ 30 ] |
| Primus Classic                         | 19. září                 | Zrušeno                  | Zrušeno               | [ 31 ] |
| Münsterland Giro                       | 3. října                 | Zrušeno                  | Zrušeno               |        |
| Coppa Bernocchi                        | 5. října                 | Zrušeno                  | Zrušeno               |        |
| Tre Valli Varesine                     | 6. října                 | Zrušeno                  | Zrušeno               |        |
| Brabantský šíp                         | 7. října                 | Julian Alaphilippe (FRA) | Deceuninck–Quick-Step | [ 32 ] |
| Paříž–Tours                            | 11. října                | Casper Pedersen (DEN)    | Team Sunweb           | [ 33 ] |
| Scheldeprijs                           | 14. října                | Caleb Ewan (AUS)         | Lotto–Soudal          | [ 34 ] |
| Japan Cup                              | 18. října                | Zrušeno                  | Zrušeno               | [ 35 ] |